# سوزان مان
سوزان مان هي مؤرخة كندية، ولدت في 10 فبراير 1941 في أوتاوا في كندا.